# Intervalometr

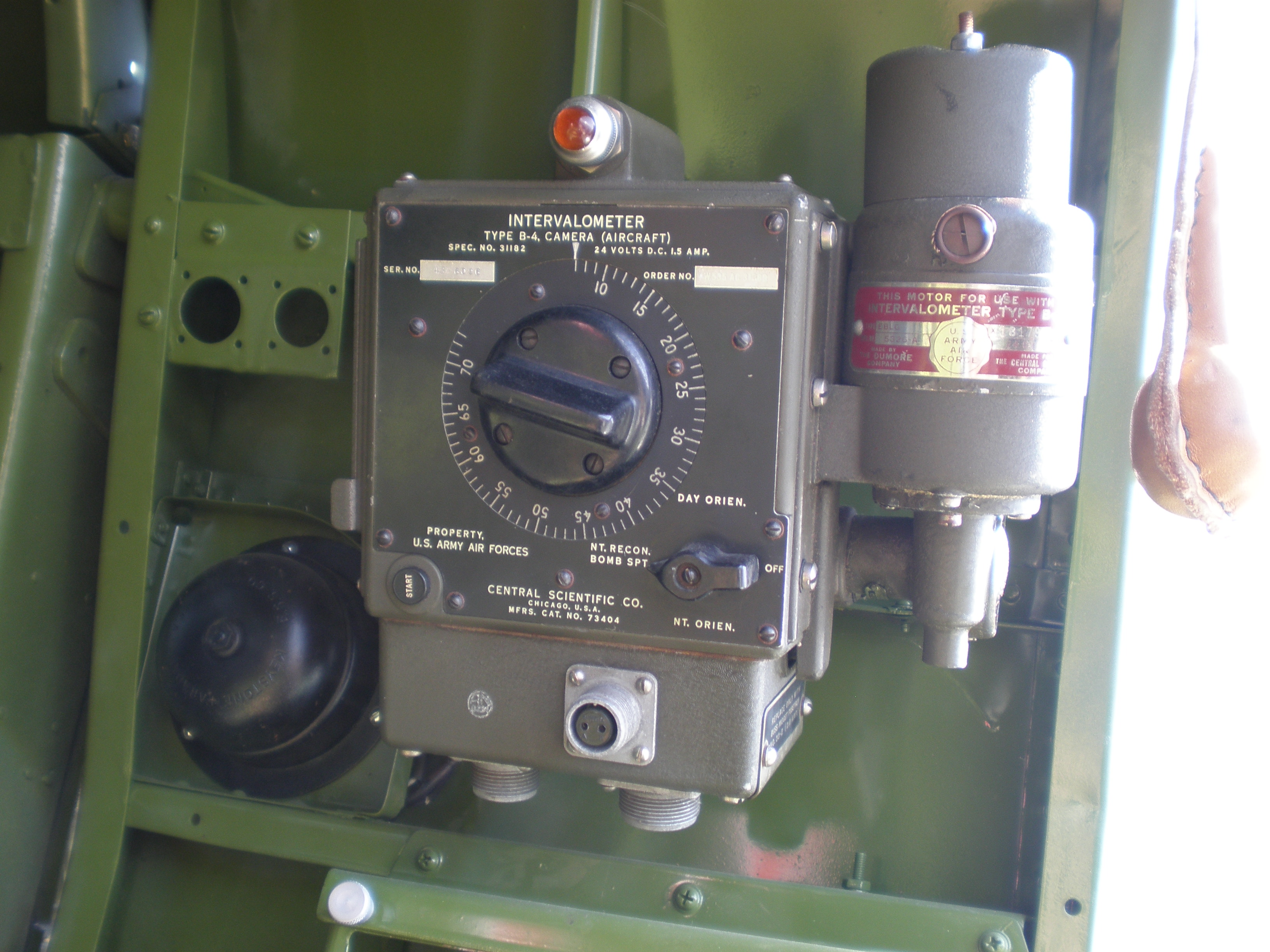
Intervalometr průzkumné kamery na palubě letounu Douglas A-26 Invader

Intervalometr je zařízení, které automaticky exponuje snímky v určených intervalech. Může se také jednat o funkci fotoaparátu, dálkové spouště nebo ovládacího software na připojeném počítači.
Interval časovače je často využíván při časosběrných záběrech a archivaci událostí v čase (např. růst bakteriální kultury, růst rostlin).

## Příklady

Pořízený záznam s intervaly 15 sekund